# نيفون سابا
نيفون سابا (17 مارس 1890 - 1961) هو شاعر مهجري ومطران لبناني.

## النشأة والمسيرة
ولد نيفون سابا في السويدية في أنطاكية في سوريا العثمانية. درس في مدرسة البلمند في أنطاكية بداية من 1905. تقلد عدة مراتب في الكنيسة ليصبح مطرانا في 1925. اشتغل في عدة أبرشيات في عدة مدن منها عكار واللاذقية وحلب وحماة وحمص واشتغل مطرانا في جنوب لبنان. أرسل إلى البرازيل ليرعى شؤون الطائفة الأرثوذكسية هناك. اشتهر بمواقفه القومية التي عبّر عنها في الاندية والجوامع والكنائس.
كتب الأغاني والموشحات في عدة جرائد مثل جريدة «العلم العربي» في الأرجنتين، وكتب مرثية في العسكري السوريجول جمّال الذي قتل خلال العدوان الثلاثي على مصر. تطرق شعره لمواضيع الحنين والاعتزاز بالوطن والمناداة بالقومية والتسامح. نفاه الأتراك مع عائلته بعد الحرب العالمية الأولى. توفي في 1961 في زحلة بلبنان.

## أعماله
له عدة قصائد منها:
- «العلم اللبناني»، جريدة «العلم العربي» - عدد 661 (7 نوفمبر 1947)
- «العلم السوري»، جريدة «العلم العربي» - عدد 663 (21 نوفمبر 1947)
- «اليوم عيد محمد»، جريدة «العلم العربي» - عدد 701 (28 أكتوبر 1948)
- «جول يا رمز الوفاء والتفاني» - مجلة اليقظة - حلب - سوريا - عدد 2، 3 - السنة 3 (نوفمبر ديسمبر 1957)
- نشيـد «زحلـة السـلام عليـك»

## اقرأ أيضا
- شعراء المهجر
- قائمة أدباء المهجر اللبنانيين